# 바스크어

바스크어 방언 분포

바스크어(Basque) 또는 에우스카라어(euskara)는 스페인 북부(바스크주 등)와 프랑스 남부, 피레네산맥 주변의 바스크인들이 쓰는 말이다.
바스크어는 주변의 어떤 언어와도 친족 관계가 증명되어 있지 않은 고립된 언어로, 인도유럽어족 언어에 둘러싸여 있으나 이들 언어로부터 차용어를 제외한 기본 어휘에는 비슷한 점이 없으며, 이외에 동일 계통의 다른 언어도 존재하지 않는다. 언어학적 특이성이 일찍부터 주목을 끌어왔으며, 문법적 특징(능격의 존재 등) 때문에 캅카스 제어 등의 다른 소수언어들과의 비교연구도 이루어졌으나 아직까지 특별히 같은 계통이라 할 언어는 밝혀져 있지 않다.
바스크어는 라틴어가 이베리아에서 쓰이기 이전부터 사용되던 토착 언어의 잔재로 추정되며, 이 경우 유럽에서 인도유럽어족의 확장에서 살아남은 유일한 인도유럽이전언어가 된다. 이와 같은 언어적 특수성은 바스크인의 민족적 특수성과 더불어 주목을 끈다. 오래전 소멸한 아퀴타니아어(Aquitanian)와 함께 바스크어족(Vasconic)을 이룬다.

## 명칭
바스크어의 자기 이름은 에우스카라(Euskara)이며, 한국어에서 쓰는 바스크(Basque)란 명칭은 프랑스어 이름이 영어를 거쳐 들어온 것이다. '에우스카라'라는 이름의 어원에 대해서는 확실한 정설이 없고 서너가지 가설이 있는 논쟁거리이다.
프랑스어에서는 basque라고 불러왔으나 최근에는 원어를 존중하여 euskara라는 이름도 쓴다. 바스크어를 가리키는 스페인어 명칭은 꽤 많은데, 가장 흔한 것이 엘 바스코(el vasco)이며 이외에 "la lengua vasca"나 "el euskera"라고도 쓴다. vasco, basque 등의 명칭은 라틴어 이름인 vascones로 거슬러 올라가며 이것은 다시 그리스 역사가인 스트라본이 처음 사용한ουασκωνους (ouaskōnous)까지 소급된다. 바스쿠엔세(Vascuence)라는 명칭은 부정적 어감이 있어서 바스크어 사용자들에게 환영받지 못한다.

## 역사와 언어 계통
바스크어는 서부 유럽에 있는 단 하나의 비인도유럽계통 언어로 인도유럽어 계통인 주변 언어들과의 비교연구로는 옛 형태를 재구할 수 없고, 바스크어 방언들 간의 차이를 통해 옛 형태를 알아내고 있다. 바스크어의 기원에 대해서는 명확히 알려진 것이 없으나, 인도유럽어족을 쓰는 종족이 유럽으로 밀어닥치기 전의 토착민이 쓰던 말로 생각된다. 특히 고대 이베리아어와의 관계가 주목된다.
아퀴타니아에서 발견되는 라틴어 비문에서는 재구된 바스크 조어와 비슷한 낱말이 보인다. 예를 들어 사람이름인 네스카토(Nescato)나 키손(Cison)이란 단어는 현대 바스크어에서 각각 계집, 사내를 뜻하는 neskato와 gizon에 해당한다. 이 아퀴타니아에서 쓰이던 말은 아퀴타니아어라고 하며 피레네산맥 서쪽에서 로마에 의한 라틴어 확산 이전에 쓰이던 언어로 보인다. 로마인은 이베리아 반도를 정복하여 토착어인 이베리아어와 타르테시아어는 사라졌으나, 아퀴타니아는 그다지 중요하게 여기지 않아 독자적인 언어가 남았다. 이후 바스크어는 로망스어에 둘러싸이면서 상당한 낱말을 차용하게 된다. 초기에는 라틴어에서, 그 다음은 프랑스 남부의 오크어에 속하는 가스콘어, 그리고 이베리아 반도 북서쪽의 아라곤어 등과 접촉하면서 많은 낱말을 차용으로 받아들였다.

## 현황
| >80% >60% >40% | >20% >0% |  |

바스크어 화자의 인구 비율 (2011년 기준)
>80%
>60%
>40%
>20%
>0%

20세기에 들어 바스크어 부활 운동이 펼쳐져 바스크 지방에서는 적극적인 언어 교육이 실시되고 있으나 여전히 후대로의 언어 전달에 상당한 어려움을 겪고 있다. 바스크주에서는 스페인어와 함께 공용어로 지정되어 있다. 2006년 조사에서, 바스크어를 할 줄 아는 성인의 인구는 바스크주에서 48.5%, 프랑스령 바스크에서 31.1%, 나바라주에서 18.7%로 조사되었으며, 그 중 대략 3분의 1은 일상생활에서 바스크어를 잘 사용하지 않는 수동적 화자였다.

## 음운론
|        |        | 입술소리 | 입술소리 | 입술소리 | 입술소리 | 혀끝소리 | 혀끝소리 | 혀끝소리         | 혀끝소리         | 혀끝소리 | 혀끝소리 | 혓바닥소리   | 혓바닥소리   | 혓바닥소리 | 혓바닥소리 | 목청소리 | 목청소리 |
| 양순음 | 양순음 | 순치음   | 순치음   | 설단음   | 설단음   | 치경음   | 치경음   | 후치경음         | 후치경음         | 경구개음 | 경구개음 | 연구개음     | 연구개음     |            |            | 목청소리 | 목청소리 |
| ------ | ------ | -------- | -------- | -------- | -------- | -------- | -------- | ---------------- | ---------------- | -------- | -------- | ------------ | ------------ | ---------- | ---------- | -------- | -------- |
| 비강음 | 비강음 | m /m/    | m /m/    |          |          |          |          | n /n/            | n /n/            |          |          | ñ, -in- /ɲ/  | ñ, -in- /ɲ/  |            |            |          |          |
| 파열음 | 파열음 | p /p/    | b /b/    |          |          | t /t/    | d /d/    |                  |                  |          |          | tt, -it- /c/ | dd, -id- /ɟ/ | k /k/      | g /ɡ/      |          |          |
| 파찰음 | 파찰음 |          |          |          |          | tz /ts̻/  | tz /ts̻/  | ts /ts̺/          | ts /ts̺/          | tx /tʃ/  | tx /tʃ/  |              |              |            |            |          |          |
| 마찰음 | 마찰음 |          |          | f /f/    | f /f/    | z /s̻/    | z /s̻/    | s /s̺/            | s /s̺/            | x /ʃ/    | x /ʃ/    | j /ʝ~x/      | j /ʝ~x/      | j /ʝ~x/    | j /ʝ~x/    | h ∅, /h/ |          |
| 설측음 | 설측음 |          |          |          |          |          |          | l /l/            | l /l/            |          |          | ll, -il- /ʎ/ | ll, -il- /ʎ/ |            |            |          |          |
| r소리  | 전동음 |          |          |          |          |          |          | r-, -rr-, -r /r/ | r-, -rr-, -r /r/ |          |          |              |              |            |            |          |          |
| r소리  | 탄음   |          |          |          |          |          |          | -r- /ɾ/          | -r- /ɾ/          |          |          |              |              |            |            |          |          |

## 같이 보기
- 바스크어족
- 프랑스의 언어
- 스페인의 언어